# Antonín Hranáč
Antonín Hranáč, též Antonín Hranatsch nebo Anton Hranatsch (cca 1805 – 15. října 1868 Hustopeče), byl rakouský politik české národnosti z Moravy; poslanec Moravského zemského sněmu a starosta Hustopečí.

## Biografie
Od roku 1839 byl členem městského zastupitelstva v Hustopečích. Od roku 1850 (podle jiného zdroje již od roku 1848) působil jako starosta města. Starostenskou funkci získal třikrát po sobě. Zvolen byl i v únoru 1861 a opět v srpnu 1867. Během funkčního období původně trvajícího do roku 1870 ovšem zemřel a 15. října 1868 ho nahradil František Husty.
V 60. letech se krátce zapojil i do vysoké politiky. V zemských volbách v lednu 1867 byl zvolen na Moravský zemský sněm, za kurii městskou, obvod Hustopeče, Hodonín, Slavkov, Dolní Kounice. Uvádí se jako federalistický poslanec. Poslanecký slib skládal v češtině. Podporoval Moravskou národní stranu (staročeskou). Na sněmu ale zasedal jen krátce, protože v krátce poté konaných zemských volbách v březnu 1867 již v tomto obvodu uspěl Johann Tomanek, kandidát provídeňské centralistické Ústavní strany poměrem 287 : 226 hlasů. V samotných Hustopečích sice měl Hranáč převahu, ale celkově mandát neobhájil. Český tisk to přičítal vládním machinacím a příklonu úřednictva a židovstva k Tomankovi. Německý tisk zase poukazoval na české machinace a na agitaci katolických kruhů ve prospěch Hranáče.
Zemřel v říjnu 1868 ve věku 63 let.